# 元育
元 育（げん いく、? - 555年）は、北魏・西魏の皇族。西魏の十二大将軍のひとり。字は僧会。献文帝の孫。

## 経歴
高陽王元雍の十男として生まれた。532年、頓丘県開国伯に封ぜられた。534年、孝武帝に従って関中に入り、淮安王に進んだ。535年、西魏が建国されると、使持節・大将軍・大都督に任ぜられた。

## 伝記資料
- 『魏書』巻21上 列伝第9上
- 周故淮安公拓跋育墓誌